# Розелі Густаво
Розелі Густаво (порт. Roseli Gustavo, 25 липня 1971) — бразильська баскетболістка.
Срібна призерка Олімпійських Ігор 1996 року.
Переможниця Панамериканських ігор 1991 року.
Чемпіонка світу 1994 року.